# Арслановский сельсовет (Буздякский район)
Арслановский сельсовет — муниципальное образование в Буздякском районе Башкортостана.

## История
Согласно «Закону о границах, статусе и административных центрах муниципальных образований в Республике Башкортостан» имеет статус сельского поселения.
В 2008 году объединён с сельским поселением Урзайбашевский сельсовет.
Закон Республики Башкортостан от 19.11.2008 N 49-З «Об изменениях в административно-территориальном устройстве Республики Башкортостан в связи с объединением отдельных сельсоветов и передачей населённых пунктов», ст.1 п. 14) б) гласит:

 "Внести следующие изменения в административно-территориальное устройство Республики Башкортостан:
 объединить Арслановский и Урзайбашевский сельсоветы с сохранением наименования «Арслановский» с административным центром в селе Старые Богады.
Включить село Урзайбаш, деревни Киязибаш, Кызыл-Елга Урзайбашевского сельсовета в состав Арслановского сельсовета.

Утвердить границы Арслановского сельсовета согласно представленной схематической карте.

Исключить из учётных данных Урзайбашевский сельсовет

## Население
| 2002  | 2009  | 2010  | 2012  | 2013  | 2014  | 2015  |
| ----- | ----- | ----- | ----- | ----- | ----- | ----- |
| 2271  | ↗2333 | ↘2184 | ↘2133 | ↘2074 | ↘2026 | ↘1995 |
| 2016  | 2017  |       |       |       |       |       |
| ↘1929 | ↘1860 |       |       |       |       |       |

## Состав сельского поселения
| № | Населённый пункт | Тип населённого пункта       | Население |
| - | ---------------- | ---------------------------- | --------- |
| 1 | Старые Богады    | село, административный центр | ↘547      |
| 2 | Урзайбаш         | село                         | ↘713      |
| 3 | Арсланово        | село                         | ↘482      |
| 4 | Шланлыкулево     | деревня                      | ↘251      |
| 5 | Юлдузлы          | деревня                      | ↘129      |
| 6 | Кызыл-Елга       | деревня                      | ↘27       |
| 7 | Киязибаш         | деревня                      | ↗24       |
| 8 | Иштиряк          | деревня                      | ↘11       |

В 1981 году из числа населённых пунктов сельсовета была исключена Железнодорожная казарма 1400 км.